# Tipula clinata
Tipula clinata är en tvåvingeart som beskrevs av Alexander 1938. Tipula clinata ingår i släktet Tipula och familjen storharkrankar. Inga underarter finns listade i Catalogue of Life.